# Белтеджешть
Белтеджешть, Белтеджешті (рум. Băltăgești) — село у повіті Констанца в Румунії. Входить до складу комуни Круча.
Село розташоване на відстані 166 км на схід від Бухареста, 49 км на північний захід від Констанци, 105 км на південь від Галаца.

## Населення
За даними перепису населення 2002 року у селі проживали 510 осіб, з них 509 осіб (99,8%) румунів. Рідною мовою 509 осіб (99,8%) назвали румунську.